# Округ Фредерик (Вирџинија)
Фредерик (енгл. Frederick County) је округ у америчкој савезној држави Вирџинија.

## Демографија
По попису из 2010. године број становника је 78.305, што је 19.096 (32,3%) становника више него 2000. године.
| Група             | 2000.          | 2010.          |
| Белци             | 55.653 (94,0%) | 67.590 (86,3%) |
| Афроамериканци    | 1.550 (2,6%)   | 3.175 (4,1%)   |
| Азијати           | 388 (0,7%)     | 969 (1,2%)     |
| Хиспаноамериканци | 1.004 (1,7%)   | 5.168 (6,6%)   |
| Укупно            | 59.209         | 78.305         |